# Amy Hennig

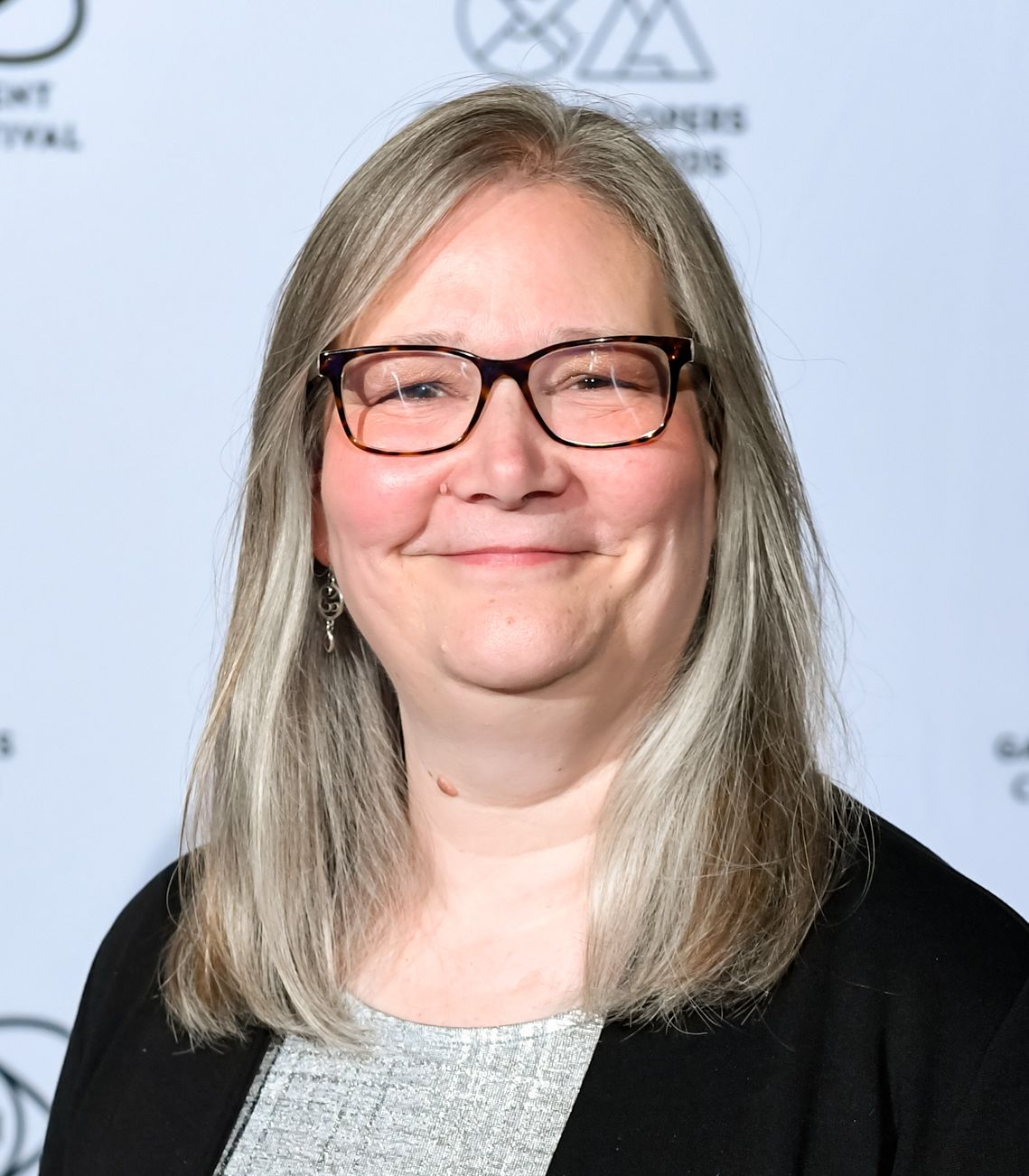
Amy Hennig (2019)

Amy Hennig (* 19. August 1964) ist eine US-amerikanische Videospieldirektorin und Drehbuchautorin, die für den Videospielentwickler Naughty Dog tätig war. Sie ist am meisten bekannt durch ihre Arbeiten an der Uncharted-Reihe, Jak-and-Daxter-Reihe und der Legacy-of-Kain-Reihe, die sie selbst als ihre größte Errungenschaft sieht. Edge bezeichnete sie 2011 als eine der einflussreichsten Frauen in der Videospielbranche. Für Amy Hennig stehen die Geschichte und das Storytelling bei Spielen im Vordergrund.

## Leben
Hennig absolvierte an der University of California in Berkeley einen Bachelor-Abschluss in englischer Literatur. Sie besuchte die Filmschule der San Francisco State University, als sie als Künstlerin für ein Atari-Spiel namens ElectroCop eingestellt wurde. Durch ihre Arbeit an dem Spiel wurde ihr klar, dass die Videospielbranche sie mehr interessierte als die Filmindustrie. Sie brach die Filmschule bald danach ab.

## Karriere
Hennig ist seit den späten 1980er Jahren in der Videospielbranche tätig. Ihre ersten Arbeiten waren für das Nintendo Entertainment System, für das sie hauptsächlich als Künstlerin und Animatorin beschäftigt war. Zunächst war sie als freiberufliche Künstlerin für Electrocop, ein unveröffentlichtes Atari 7800-Spiel, das auf dem Starttitel von Atari Lynx basiert, tätig. Danach wechselte sie als Animatorin und Künstlerin zu Electronic Arts und arbeitete an einem unveröffentlichten Titel, The Bard’s Tale 4 und Desert Strike: Return to the Gulf. Zwei Jahre nach ihrer Einstellung bei Electronic Arts arbeitete Hennig als Künstlerin an Michael Jordan: Chaos in the Windy City. In den späten 1990er Jahren wechselte sie zu Crystal Dynamics, wo sie Silicon Knights bei der Entwicklung von Blood Omen: Legacy of Kain unterstützte. Später arbeitete sie als Regisseurin, Produzentin und Autorin für Legacy of Kain: Soul Reaver. Sie führte auch Regie und schrieb Soul Reaver 2 und Legacy of Kain: Defiance.
Hennig verließ Crystal Dynamics, um als Creative Director für Naughty Dog zu arbeiten. Sie schrieb für die Jak-and-Daxter-Reihe, bevor sie als Game Director für Uncharted: Drakes Schicksal und als Headwriter und Creative Director für die Uncharted-Reihe arbeitete. Bei der Arbeit an Uncharted 2: Among Thieves leitete Hennig ein 150-köpfiges Team, das das Spiel erstellt hatte, und fungierte als Autorin. Sie schrieb und führte Regie für Uncharted 3: Drake's Deception. Kurz nachdem sie mit der Arbeit an Uncharted 4: A Thief's End für die PlayStation 4 begonnen hatte, verließ Hennig Naughty Dog.
Am 3. April 2014 trat sie Visceral Games bei, um mit Todd Stashwick an dem Projekt Project Ragtag, einem Star-Wars-Spiel, zu arbeiten. Allerdings wurde das Spiel aufgelöst und das Studio geschlossen. Hennig gab bekannt, dass sie mit Skydance Media und Julian Beak ein neues Entwicklerstudio gründen will.

## Rolle in der Spieleindustrie
Hennig wird als Beispiel für eine erfolgreiche Frau in einer historisch von Männern dominierten Branche genannt. Das britische Videomagazin Edge nannte sie eine der 100 einflussreichsten Frauen in der Spielebranche. Hennig erhielt im Juni 2016 einen BAFTA-Sonderpreis. Sie erhielt den Lifetime Achievement Award bei den Game Developers Choice Awards im März 2019.